# StreetLib
StreetLib (in precedenza Simplicissimus Book Farm o più brevemente SBF) è una piattaforma di distribuzione di contenuti digitali italiana, operante nel settore dell'editoria, fondata da Antonio Tombolini. nel 2006 a Loreto. La nuova denominazione "StreetLib" è stata assunta nel 2016.

## Storia
Dal 2007 al 2011 l'azienda si è occupata della commercializzazione di tutti i lettori ebook diffusi a livello europeo e basati sulla tecnologia e-ink (ad esempio l'iLiad, il BeBook, il Cybook Opus).

### Antonio Tombolini Editore
Nel 2014 Tombolini ha fondato, all'interno della SBF, la Antonio Tombolini Editore, una casa editrice quasi interamente digitale che ha pubblicato opere di narrativa e saggistica. Dal 2016 la Antonio Tombolini Editore ha iniziato anche a pubblicare libri in formato cartaceo, ma con una politica di "print on sale", così da evitare i resi. Nel 2014 Michele Marziani diventa direttore editoriale della casa editrice.
Il catalogo è diviso in diverse collane delle quali la più importante è Vaporteppa, che si occupa di pubblicare romanzi e racconti di fantascienza, fantasy, steampunk, biopunk e bizarro fiction di autori del calibro di Carlton Mellick III, del quale ha per prima tradotto svariate opere, e Michael Swanwick, ma anche riproponendo vecchi autori come Edward Page Mitchell e famosi saggi come alcuni di Giovanni Schiaparelli. Ciò nonostante, la preoccupazione principale di Vaporteppa sono gli autori italiani; quelli selezionati per la pubblicazione hanno anche accesso a un corso totalmente gratuito di tecniche di scrittura narrativa e di sceneggiatura tenuto dal direttore della collana, Marco Carrara. Tra gli autori italiani spiccano Giuseppe Menconi, Giulia Besa, Alessandro Scalzo e Marco Crescizz. Nell'aprile 2019 è stato annunciato il trasferimento di Vaporteppa all'interno della casa editrice Acheron Books, pur mantenendo la propria indipendenza attraverso la gestione di Marco Carrara.
Nel luglio 2018, Antonio Tombolini Editore ha sospeso le pubblicazioni.
Attualmente l'amministratore delegato di StreetLib è Giacomo D'Angelo. 